# Hoofdklasse hockey dames 1989/90
Het seizoen 1989/90 is de 9de editie van de dameshoofdklasse waarin onder de KNHB-vlag om het Nederlands kampioenschap hockey werd gestreden. 
In het voorgaande seizoen zijn Upward en Were Di gedegradeerd. Hiervoor zijn Laren en Pinoké in de plaats gekomen.
HGC werd landskampioen, DKS en nieuwkomer Pinoké degradeerden rechtstreeks.

## Eindstand
Na 22 speelronden was de eindstand:
| #  | Club        | GS | W  | G | V  | P  | DV      | DT      | DS  |
| -- | ----------- | -- | -- | - | -- | -- | ------- | ------- | --- |
| 1  | HGC         | 22 | 17 | 5 | 0  | 39 | 54 - 7  | 54 - 7  | +47 |
| 2  | Amsterdam   | 22 | 17 | 3 | 2  | 37 | 72 - 15 | 72 - 15 | +57 |
| 3  | Groningen   | 22 | 11 | 5 | 6  | 27 | 37 - 20 | 37 - 20 | +17 |
| 4  | MOP         | 22 | 10 | 7 | 5  | 27 | 28 - 15 | 28 - 15 | +13 |
| 5  | Kampong     | 22 | 10 | 5 | 7  | 25 | 35 - 29 | 35 - 29 | +6  |
| 6  | Bloemendaal | 22 | 9  | 6 | 7  | 24 | 28 - 33 | 28 - 33 | -5  |
| 7  | Hilversum   | 22 | 7  | 6 | 9  | 20 | 31 - 27 | 31 - 27 | +4  |
| 8  | HDM         | 22 | 5  | 7 | 10 | 17 | 29 - 40 | 29 - 40 | -11 |
| 9  | Laren       | 22 | 4  | 7 | 11 | 15 | 14 - 45 | 14 - 45 | -31 |
| 10 | EMHC        | 22 | 4  | 5 | 13 | 13 | 11 - 41 | 11 - 41 | -30 |
| 11 | Pinoké      | 22 | 2  | 8 | 12 | 12 | 9 - 42  | 9 - 42  | -33 |
| 12 | DKS         | 22 | 1  | 6 | 15 | 8  | 11 - 48 | 11 - 48 | -37 |

### Legenda
| Afk.    | Betekenis                                               |
| ------- | ------------------------------------------------------- |
| GS      | aantal gespeelde wedstrijden                            |
| W       | aantal gewonnen wedstrijden                             |
| G       | aantal gelijk gespeelde wedstrijden                     |
| V       | aantal verloren wedstrijden                             |
| P       | totaal aantal punten                                    |
| DV      | aantal gemaakte doelpunten                              |
| DT      | aantal doelpunten tegen                                 |
| DS      | doelsaldo                                               |
| HGC     | HGC en Amsterdam plaatsen zich voor de Europacup I 1991 |
| Kampong | Kampong plaatst zich voor de Europacup II 1991          |
| Pinoké  | Pinoké en DKS zijn rechtstreeks gedegradeerd            |

## Topscorers
| #  | Speler             | Club      | Goals |
| -- | ------------------ | --------- | ----- |
| 1. | Helen van der Ben  | Amsterdam | 22    |
| 2. | Lisanne Lejeune    | HGC       | 21    |
| 2. | Janneke Kooreneef  | Kampong   | 21    |
| 4. | Wietske de Ruiter  | HGC       | 20    |
| 5. | Siene Dresselhuijs | Groningen | 14    |

Nederlands landskampioenschap

1921/22 ·
1922/23 ·
1923/24 ·
1924/25 ·
1925/26 ·
1926/27 ·
1927/28 ·
1928/29 ·
1929/30 ·
1930/31 ·
1931/32 ·
1932/33 ·
1933/34 ·
1934/35 ·
1935/36 ·
1936/37 ·
1937/38 ·
1938/39 ·
1939/40 ·
1940/41 ·
1941/42 ·
1942/43 ·
1943/44 ·
1944/45 ·
1945/46 ·
1946/47 ·
1947/48 ·
1948/49 ·
1949/50 ·
1950/51 ·
1951/52 ·
1952/53 ·
1953/54 ·
1954/55 ·
1955/56 ·
1956/57 ·
1957/58 ·
1958/59 ·
1959/60 ·
1960/61 ·
1961/62 ·
1962/63 ·
1963/64 ·
1964/65 ·
1965/66 ·
1966/67 ·
1967/68 ·
1968/69 ·
1969/70 ·
1970/71 ·
1971/72 ·
1972/73 ·
1973/74 ·
1974/75 ·
1975/76 ·
1976/77 ·
1977/78 ·
1978/79 ·
1979/80 ·
1980/81
Hoofdklasse dames

1981/82 · 
1982/83 · 
1983/84 · 
1984/85 · 
1985/86 · 
1986/87 · 
1987/88 · 
1988/89 · 
1989/90 · 
1990/91 · 
1991/92 · 
1992/93 · 
1993/94 · 
1994/95 · 
1995/96 · 
1996/97 · 
1997/98 · 
1998/99 · 
1999/00 · 
2000/01 · 
2001/02 · 
2002/03 · 
2003/04 · 
2004/05 · 
2005/06 · 
2006/07 · 
2007/08 · 
2008/09 · 
2009/10 · 
2010/11 · 
2011/12 · 
2012/13 ·
2013/14 ·
2014/15 ·
2015/16 ·
2016/17 ·
2017/18 ·
2018/19 ·
2019/20 ·
2020/21 ·
2021/22 ·
2022/23 ·
2023/24 ·
2024/25 ·
Nederlandse competities: Hoofdklasse (zaal) · Promotieklasse · Overgangsklasse · Eerste klasse · Tweede klasse · Derde klasse · Vierde klasse · Gold Cup · Silver Cup

Nederlands kampioenschap: Lijst van Nederlandse landskampioenen hockey · Lijst van Nederlandse landskampioenen zaalhockey

Europese competities: Euro Hockey League · Europacup I · Europa Cup II · Europacup zaalhockey